# Nikita Nikititch Demidoff
 (mai 2021).
Si vous disposez d'ouvrages ou d'articles de référence ou si vous connaissez des sites web de qualité traitant du thème abordé ici, merci de compléter l'article en donnant les références utiles à sa vérifiabilité et en les liant à la section « Notes et références ».
Pour les articles homonymes, voir Demidov.
Nikita Nikititch Demidoff (en russe : Никита Никитич Демидов) est un industriel russe né en 1688 et mort en 1758. Il est le fils cadet de Nikita Demidoff, fondateur de la dynastie industrielle Demidoff et frère d'Akinfy Demidoff.